# Plus Ultra Líneas Aéreas
Plus Ultra Líneas Aéreas är ett spanskt flygbolag grundat av Julio Miguel Martínez Sola år 2011. Bolaget började flyga 2015 mellan Madrid och storstäder i Central- och Sydamerika. 2020 hade företaget 396 anställda och omsatte över 94 miljoner euro.

## Destinationer

### Nuvarande
Senast uppdaterad: 18 maj 2022.
| Land                    | Stad                   | IATA | ICAO | Flygplats           | Noteringar |
| ----------------------- | ---------------------- | ---- | ---- | ------------------- | ---------- |
| Colombia                | Bogotá                 | BOG  | SKBO | El Dorado           |            |
| Colombia                | Cartagena              | CTG  | SKCG | Rafael Núñez        |            |
| Dominikanska republiken | Santo Domingo          | SDQ  | MDSD | Las Américas        |            |
| Ekvatorialguinea        | Malabo                 | SSG  | SGSL | Malabo Bioko        |            |
| Peru                    | Lima                   | LIM  | SPJC | Jorge Chávez        |            |
| Spanien                 | Santa Cruz de Tenerife | TFN  | GCXO | Ciudad de La Laguna |            |
| Spanien                 | Madrid                 | MAD  | LEMD | Madrid-Barajas      | Huvudbas   |
| Venezuela               | Caracas                | CCS  | SVMI | Simón Bolívar       |            |

## Flotta
Senast uppdaterad: 18 maj 2022.
| Flygplanstyp    | Antal i flottan |
| --------------- | --------------- |
| Airbus A330-200 | 1               |
| Airbus A340-300 | 2               |
| Airbus A340-600 | 1               |
| Boeing 777-200  | 1               |
| Totalt          | 5               |